# معركة آخن

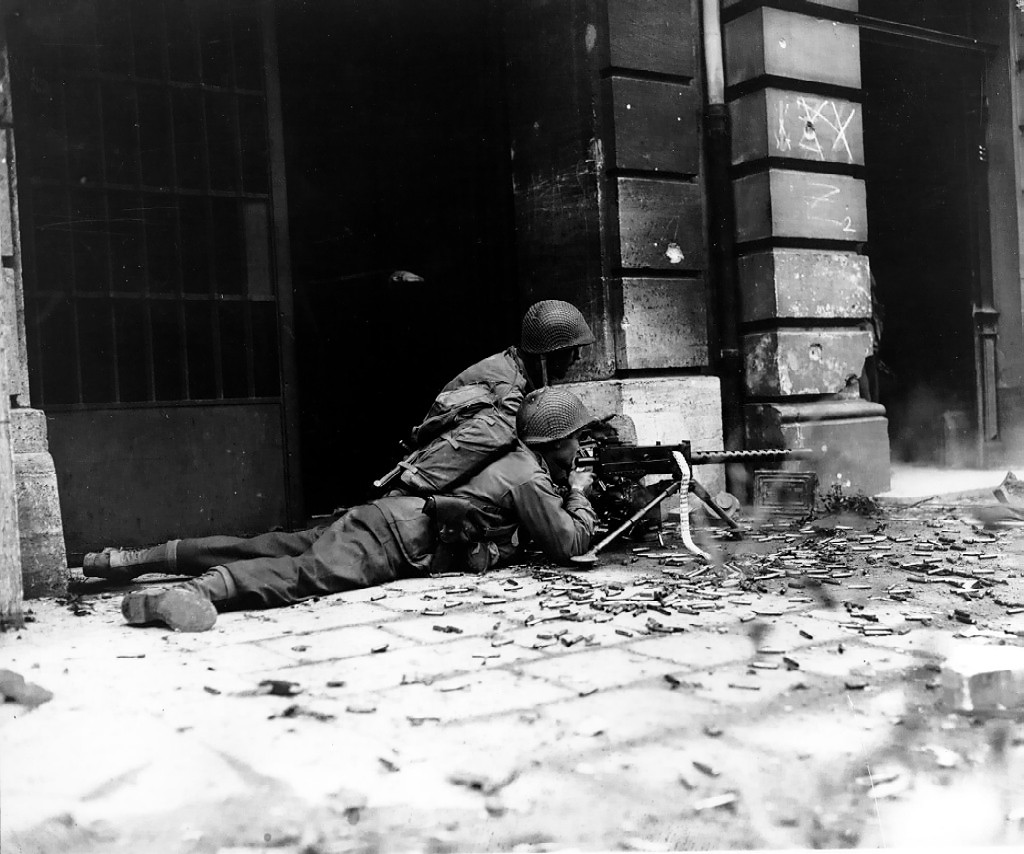
جنود الحلفاء يهاجمون قوات الدفاع الألمانية في شوارع آخن في 15 أكتوبر 1944.

معركة آخن هي معركة رئيسية من معارك الحرب العالمية الثانية، كان طرفيها القوات الأمريكية والألمانية وحدثت بالقرب من مدينة آخن، ألمانيا في الفترة بين 2-21 أكتوبر 1944. تم دمج مدينة آخن في خط سيغفريد الدفاعي على طول الحدود الغربية لألمانيا، ولكن الحلفاء أرادوا دخول المدينة سريعا والتقدم إلى منطقة حوض روهر الصناعية. على الرغم من أن معظم سكان آخن المدنيين تم إخلاؤهم قبل المعركة، تم تدمير معظم المدينة وتعرض الطرفين لخسائر كبيرة. تعتبر معركة آخن أحد أكبر المعارك المدنية مع القوات الأمريكية أثناء الحرب العالمية الثانية، وأول معركة ينتصر فيها الحلفاء على التراب الألماني. انتهت المعركة باستسلام القوات الألمانية، إلا أن خطتهم الدفاعية أخرت تقدم قوات الحلفاء بشكل كبير إلى ألمانيا.

## خلفية
بحلول سبتمبر 1944، وصل الحلفاء الغربيون إلى الحدود الغربية لألمانيا، والتي كانت محمية بخط سيغفريد الواسع. في 17 سبتمبر، أطلقت القوات البريطانية والأمريكية والبولندية عملية ماركت غاردن، وهي محاولة طموحة لتجاوز خط سيغفريد بعبور نهر الراين السفلي في هولندا. أدى فشل هذه العملية، ومشكلة الإمداد الحادة الناجمة عن المسافات الطويلة التي ينطوي عليها التحرك السريع عبر فرنسا، إلى وضع حد لسباق الحلفاء المتهور نحو برلين. كانت الخسائر الألمانية في فرنسا مرتفعة -قدر المارشال والتر موديل أن فرقه الأربعة والسبعين لديها القوة الفعلية لخمسة وعشرين فرقة فقط- لكن المشاكل اللوجستية للحلفاء الغربيين أعطت الألمان فترة راحة، استخدموها لبدء إعادة بناء قوتهم. في سبتمبر، أدى تعزيز القيادة العليا للفيرماخت لخط سيغفريد إلى رفع إجمالي عدد القوات إلى ما يقدر بـ 230 ألف جندي، بما في ذلك 100 ألف فرد جديد. في بداية الشهر، كان لدى الألمان حوالي 100 دبابة في الغرب؛ بحلول النهاية، كان لديهم ما يقرب من 500. مع استمرار تدفق الرجال والمعدات إلى خط سيغفريد، تمكنوا من إنشاء متوسط عمق دفاعي يبلغ 4,8 كيلومتر.
وضع مقر القيادة العليا للقوات المتحالفة، تحت قيادة الجنرال دوايت أيزنهاور، أنظاره على احتلال الرور، قلب ألمانيا الصناعي. كُلِف الجيش الثالث للجنرال جورج س. باتون بمهمة احتلال منطقة لورين الفرنسية، بينما أمر الجيش الأول للجنرال كورتني هودجز باختراق الجبهة بالقرب من آخن. كان هودجز يأمل في البداية في تجاوز المدينة نفسها، معتقدًا أنها مسيطر عليها فقط من قبل حامية صغيرة، والتي من المفترض أن تستسلم بمجرد عزلها.
لم يكن لمدينة آخن القديمة الخلابة قيمة عسكرية تذكر في حد ذاتها، إذ لم تكن مركزًا رئيسيًا للإنتاج الحربي. لم يتعرض سكانها البالغ عددهم حوالي 165 ألف نسمة لقصف عنيف من قبل الحلفاء. ومع ذلك، فقد كانت رمزًا مهمًا لكل من النظام النازي والشعب الألماني؛ لم تكن فقط أول مدينة ألمانية مهددة من قبل العدو خلال الحرب العالمية الثانية، بل كانت أيضًا العاصمة التاريخية لشارلمان، مؤسس الرايخ الأول. على هذا النحو، كانت ذات قيمة نفسية هائلة. تغيرت عقلية المدافعين عن المدينة بشكل أكبر من خلال المواقف المختلفة التي اتخذها السكان المحليون تجاههم عندما قاتلوا على أرض الوطن لأول مرة؛ وعلق ضابط ألماني بقوله: «فجأة لم نعد نازيين، كنا جنودًا ألمان».
كانت آخن محمية وقطاعها الأمامي من خلال خط سيغفريد، الذي يتكون من عدة أحزمة من علب الحبوب والحصون والمخابئ المترابطة التي تحميها حقول ألغام واسعة النطاق وعوائق مضادة للدبابات أسنان التنين وتشابك الأسلاك الشائكة. في عدة مناطق، كان عمق الدفاعات الألمانية يزيد عن 16 كيلومتر. بالتعلم من تجاربهم على الجبهة الشرقية، أدار الألمان خط المقاومة الرئيسي في وسط البلدات الواقعة في الجدار الدفاعي، مستغلين الشوارع الضيقة للحد من حركة المركبات المدرعة للعدو. على الرغم من الجودة المنخفضة للعديد من القوات التي تعمل بها، إلا أن التحصينات التي تحمي آخن والرور كانت عقبة هائلة أمام تقدم القوات الأمريكية، التي رأت اختراقًا في هذا القطاع أمرًا حاسمًا، حيث كانت التضاريس خلف آخن مسطحة بشكل عام، و لذلك مواتية للغاية لجيوش الحلفاء الآلية.
بدأ القتال حول آخن في وقت مبكر من الأسبوع الثاني من سبتمبر، في فترة عرفها الألمان باسم معركة آخن الأولى. في هذا الوقت، دافعت فرقة الدبابات 116 عن المدينة، تحت قيادة الجنرال جيرهارد فون شفيرين. تسبب قرب قوات الحلفاء في فرار غالبية المسؤولين الحكوميين في المدينة قبل اكتمال إجلاء مواطنيها. (لهذا، كان لدى هتلر جميع المسؤولين النازيين الذين فروا من رتبتهم وأرسلوا إلى الجبهة الشرقية كجنود.) بدلًا من مواصلة الإخلاء، اختار فون شفيرين تسليم المدينة لقوات الحلفاء؛ ومع ذلك، في 13 سبتمبر، قبل أن يتمكن من تسليم خطاب استسلام كان قد كتبه، أُمر فون شفيرين بشن هجوم مضاد ضد القوات الأمريكية التي تخترق جنوب غرب آخن، وهو ما فعله، باستخدام عناصر من قوات بانزرغرينادير. سرعان ما أصبحت محاولة الجنرال الألماني لتسليم المدينة غير ذات صلة، إذ لم تُسلم رسالته؛ بدلًا من ذلك، سقطت في أيدي أدولف هتلر، الذي أمر باعتقال الجنرال على الفور. استُبدل بالعقيد غيرهارد ويلك. واصل الفيلق السابع للولايات المتحدة اختراق الدفاعات الألمانية، على الرغم من المقاومة التي واجهتها في 12-13 سبتمبر. بين 14 و16 سبتمبر، واصلت فرقة المشاة الأولى الأمريكية تقدمها في مواجهة الدفاعات القوية والهجمات المضادة المتكررة، ما أدى في النهاية إلى إنشاء قوس نصف دائري حول المدينة. توقف هذا التقدم البطيء في أواخر سبتمبر، بسبب مشكلة الإمداد، وتحولت المخزونات الحالية من الوقود والذخيرة لعملية ماركت غاردن في هولندا.

## مقارنة القوات

### المدافعين الألمان في آخن
استفاد الفيرماخت من فترة الراحة القصيرة على الجبهة بسحب أقسام الدبابات الأولى والثانية والثانية عشر، بالإضافة إلى فرق الدبابات 9 و116، بعيدًا عن الخط. في أكتوبر، سُلمت مسؤولية الدفاع عن قطاع آخن إلى الفيلق ل 31 بقيادة الجنرال فريدريش كوشلنج، والذي شمل الفرقتين 183 و246 من فولكسغرينادير، بالإضافة إلى فرقتي المشاة 12 و49. بلغ عدد هذه القوات، إلى جانب كتيبة الدبابات 506 ولواء الدبابات 108، ما يقرب من 20 ألف رجل و11 دبابة. ووعد كوتشلينج أيضًا بإصلاح فرقة بانزر 116 وفرقة بانزرغرينادير الثالثة، والتي يبلغ عدد أفرادها حوالي 24 ألف فرد. استبدلت فرقة فولكسغرينادير 246 فرقة بانزر 116 في مدينة آخن، ودافعت فرقة فولكسغرينادير 183 وفرقة المشاة التاسعة والأربعون عن المناطق الشمالية، وتمركزت فرقة المشاة الثانية عشرة في الجنوب. في 7 أكتوبر، أطلِق سراح عناصر من فرقة بانزر إس إس ليبستارتي إس إس أدولف هتلر لتعزيز دفاع آخن.
على الرغم من استمرار وصول التعزيزات، عانت وحدات فيلق ل 31 بشدة؛ وفقدت فرقة المشاة الثانية عشرة نصف قوتها القتالية بين 16 و23 سبتمبر، وكان لا بد من سحب فرق المشاة 49 و275 من الخط للتعافي. في حين أن فرق المشاة الألمانية كان قوتها عمومًا من 15 ألف إلى 17 ألف جندي في بداية الحرب العالمية الثانية، فقد تقلص هذا الرقم تدريجيًا إلى رقم رسمي (جدول تنظيم) يبلغ 12500، وبحلول نوفمبر 1944، كان متوسط القوة الفعلية للقوة 8761 رجلًا. في محاولة للتعامل مع نقص القوى العاملة الذي ابتليت به الفيرماخت، أنشِئت فرق فولكسغرينادير في عام 1944. وكان متوسط قوتها الإجمالية يزيد قليلًا عن 10 آلاف رجل لكل فرقة. على الرغم من أن حوالي ربع هؤلاء كانوا من المحاربين القدامى ذوي الخبرة، إلا أن نصفهم كانوا مجندين جدد ومتعافون، بينما كان الباقون من المنقولين من لوفتفافي وكريغسمارين. غالبًا ما تلقت هذه التقسيمات أحدث الأسلحة الصغيرة، لكنها كان ينقصها المدفعية والمحركات، ما حد بشدة من فائدتها التكتيكية. في حالة الفيلق ل 31، نُشط القسم 183 من فولكسغرينادير، على الرغم من قوته الزائدة من قبل 643 رجلًا، إلا في سبتمبر، ما يعني أن القسم لم يكن لديه الوقت للتدريب كوحدة واحدة. كانت الفرقة 246 فولكسغرينادير في حالة مماثلة، إ تلقى العديد من أفرادها أقل من عشرة أيام من تدريب المشاة. عُوض كل هذه النواقص في الموظفين إلى حد ما من خلال القوة الكامنة في التحصينات جيدة التخطيط والمشيدة جيدًا المحيطة بآخن.